# 高崚
高崚（1979年3月14日—），中國湖北武漢人，中國退役羽毛球運動員。2004年毕业于中国地质大学，现攻读华中科技大学公共管理学院硕士研究生。高崚是中国第一位达成羽毛球混双大满贯的运动员。

## 生平
高崚於1987年入讀業餘體育學校，1992年進湖北隊，5年後入選國家隊。
高崚於1999年得到了全國城市運動會的混雙項目亞軍及女團、女雙兩項冠軍。1年後與張軍贏得泰國公開賽混雙賽事的冠軍以及2000年夏季奥林匹克运动会的金牌，又與秦艺源贏得了該屆的奥运会女雙銅牌。
2001年，高崚在韩国公開賽的女雙賽得季軍、混雙賽得亞軍、全英羽毛球公开锦标赛女雙以及混雙項目的冠軍、日本公開賽混雙季軍與女雙冠軍、亞錦賽的女雙賽事奪冠、蘇迪曼杯混雙冠軍得主、世界錦標賽贏得了女雙和混雙兩項冠軍、國際羽毛球超級大獎賽的混雙與女雙的季軍。同年，高崚被国际羽毛球联合会選為世界最佳運動員。
2002年，高崚分別於南韓、中國、印尼與全英公開賽的女雙賽中奪標而回，又在日本公開賽得到女雙亞軍、亞錦賽混雙亞軍以及亞運的女雙項目得一面銀牌。1年之後，高崚再次於全英公開賽贏得女雙冠軍，更於混雙賽獲勝，又在日本公開賽奪得該兩項的冠軍、世界錦標賽冠軍、新加坡與馬來西亞公開賽的亞軍、印尼、香港以及中國公開賽的混雙項目冠軍。
2004年，高崚分別贏得了瑞士、全英公開賽的冠軍，尤伯杯冠軍、馬來西亞公開賽的混雙與女雙項目的冠軍，又成功於雅典奧運蟬聯混雙項目的金牌(再次夥拍張軍)以及女雙銀牌。
2005年，高崚除了夥拍黃穗贏得了全英公開賽的女雙冠軍之外，同時亦夥拍魏轶力奪得十運會女雙冠軍。
2006年亚洲运动会，高崚夥拍鄭波奪得羽毛球混雙金牌，同時亦夥拍黃穗取得羽毛球女雙金牌。
2008年夏季奥林匹克运动会羽毛球比賽，高崚夥拍鄭波爭取三連冠，可惜最後衛冕失敗，於首圈即被雅典奧運銀牌得主英國組合淘汰。
高崚在2009年全运会后退役，两年来一直在家休息。2010年1月正式從世界羽聯註冊退役。

### 退役生活
2010年10月，高崚誕下女儿高若崚，她的女儿跟她同姓高，是因為她和丈夫说好，如果是儿子就跟丈夫的姓，如果是女儿就跟她的姓。
高崚退役后希望能有更多的时间陪伴孩子，所以从事时间相对稳定的工作，未有继续留在国家队做教练。她曾担任湖北省乒羽中心副主任等职，其後她當上人民警察，並被调到了北京市公安局工作。

## 主要比賽成績
只列出曾進入準決賽的國際賽事成績：
| 年份   | 賽事                     | 公開賽級別 | 項目     | 拍檔   | 成績   |
| ------ | ------------------------ | ---------- | -------- | ------ | ------ |
| 2001年 | 亞洲羽毛球錦標賽         | 其他       | 女子雙打 | 黄穗   | 金牌   |
| 2002年 | 亞洲羽毛球錦標賽         | 其他       | 女子雙打 | 黄穗   | 銀牌   |
| 2002年 | 亞洲羽毛球錦標賽         | 其他       | 混合雙打 | 张军   | 金牌   |
| 2004年 | 全英羽毛球公開賽         |            | 女子雙打 | 黄穗   | 冠軍   |
| 2004年 | 奧林匹克運動會羽毛球比賽 | 其他       | 女子雙打 | 黄穗   | 銀牌   |
| 2004年 | 奧林匹克運動會羽毛球比賽 | 其他       | 混合雙打 | 张军   | 金牌   |
| 2004年 | 中國羽毛球公開賽         |            | 女子雙打 | 黄穗   | 準決賽 |
| 2005年 | 中國羽毛球大師賽         |            | 女子雙打 | 黃穗   | 亞軍   |
| 2005年 | 中國羽毛球大師賽         | 混合雙打   | 张军     | 冠軍   |        |
| 2005年 | 香港羽毛球公開賽         |            | 女子雙打 | 黄穗   | 亞軍   |
| 2005年 | 香港羽毛球公開賽         | 混合雙打   | 张军     | 準決賽 |        |
| 2006年 | 全英羽毛球公開賽         |            | 女子雙打 | 黄穗   | 冠軍   |
| 2006年 | 全英羽毛球公開賽         | 混合雙打   | 张军     | 冠軍   |        |
| 2006年 | 中國羽毛球大師賽         |            | 女子雙打 | 黄穗   | 冠軍   |
| 2006年 | 中國羽毛球大師賽         | 混合雙打   | 张军     | 亞軍   |        |
| 2006年 | 中華台北羽球公開賽       |            | 女子雙打 | 黄穗   | 亞軍   |
| 2006年 | 香港羽毛球公開賽         |            | 女子雙打 | 黄穗   | 亞軍   |
| 2006年 | 香港羽毛球公開賽         | 混合雙打   | 张军     | 準決賽 |        |
| 2006年 | 日本羽毛球公開賽         |            | 女子雙打 | 黄穗   | 冠軍   |
| 2006年 | 羽毛球世界盃             | 其他       | 女子雙打 | 黄穗   | 金牌   |
| 2006年 | 羽毛球世界盃             | 其他       | 混合雙打 | 张军   | 準決賽 |
| 2007年 | 馬來西亞羽毛球超級賽     | 超級賽     | 女子雙打 | 黄穗   | 冠軍   |
| 2007年 | 馬來西亞羽毛球超級賽     | 超級賽     | 混合雙打 | 郑波   | 冠軍   |
| 2007年 | 韓國羽毛球超級賽         | 超級賽     | 女子雙打 | 黄穗   | 冠軍   |
| 2007年 | 韓國羽毛球超級賽         | 超級賽     | 混合雙打 | 郑波   | 冠軍   |
| 2007年 | 德國羽毛球大獎賽         | 大獎賽     | 混合雙打 | 郑波   | 冠軍   |
| 2007年 | 全英羽毛球超級賽         | 超級賽     | 女子雙打 | 黄穗   | 準決賽 |
| 2007年 | 全英羽毛球超級賽         | 超級賽     | 混合雙打 | 郑波   | 冠軍   |
| 2007年 | 新加坡羽毛球超級賽       | 超級賽     | 女子雙打 | 張潔雯 | 準決賽 |
| 2007年 | 印尼羽毛球超級賽         | 超級賽     | 女子雙打 | 張潔雯 | 準決賽 |
| 2007年 | 印尼羽毛球超級賽         | 超級賽     | 混合雙打 | 郑波   | 冠軍   |
| 2007年 | 泰國羽毛球黃金大獎賽     | 黃金大獎賽 | 女子雙打 | 黄穗   | 冠軍   |
| 2007年 | 中國羽毛球大師賽         | 超級賽     | 混合雙打 | 郑波   | 冠軍   |
| 2007年 | 日本羽毛球超級賽         | 超級賽     | 女子雙打 | 黄穗   | 準決賽 |
| 2007年 | 日本羽毛球超級賽         | 超級賽     | 混合雙打 | 郑波   | 冠軍   |
| 2007年 | 澳門羽毛球黃金大獎賽     | 黃金大獎賽 | 女子雙打 | 黄穗   | 冠軍   |
| 2007年 | 法國羽毛球超級賽         | 超級賽     | 混合雙打 | 郑波   | 準決賽 |
| 2007年 | 中國羽毛球超級賽         | 超級賽     | 女子雙打 | 赵婷婷 | 冠軍   |
| 2007年 | 香港羽毛球超級賽         | 超級賽     | 女子雙打 | 赵婷婷 | 準決賽 |
| 2007年 | 香港羽毛球超級賽         | 超級賽     | 混合雙打 | 郑波   | 亞軍   |
| 2008年 | 馬來西亞羽毛球超級賽     | 超級賽     | 女子雙打 | 赵婷婷 | 亞軍   |
| 2008年 | 韓國羽毛球超級賽         | 超級賽     | 女子雙打 | 赵婷婷 | 亞軍   |
| 2008年 | 德國羽毛球大獎賽         | 大獎賽     | 女子雙打 | 赵婷婷 | 準決賽 |
| 2008年 | 全英羽毛球超級賽         | 超級賽     | 混合雙打 | 郑波   | 冠軍   |
| 2008年 | 印尼羽毛球超級賽         | 超級賽     | 混合雙打 | 郑波   | 冠軍   |
| 2009年 | 韓國羽毛球超級賽         | 超級賽     | 女子雙打 | 魏轶力 | 準決賽 |
| 2009年 | 馬來西亞羽毛球黃金大獎賽 | 黃金大獎賽 | 女子雙打 | 魏轶力 | 準決賽 |
| 2009年 | 菲律賓羽毛球黃金大獎賽   | 黃金大獎賽 | 女子雙打 | 魏轶力 | 冠軍   |
| 2009年 | 泰國羽毛球黃金大獎賽     | 黃金大獎賽 | 女子雙打 | 魏轶力 | 亞軍   |
| 2009年 | 澳門羽毛球黃金大獎賽     | 黃金大獎賽 | 女子雙打 | 魏轶力 | 準決賽 |
| 2009年 | 中華台北羽毛球黃金大獎賽 | 黃金大獎賽 | 女子雙打 | 魏轶力 | 準決賽 |
| 2009年 | 中國羽毛球大師賽         | 超級賽     | 女子雙打 | 魏轶力 | 準決賽 |

| 2007-2017年 | 首要超級賽 | 超級賽 | 黃金大獎賽 | 大獎賽 | 國際挑戰賽 | 國際系列賽 | 未來系列賽 | 其他 |

### 世界冠軍頭銜
高崚在羽毛球生涯中共奪得15項羽毛球世界冠軍頭銜。
| 賽事             | 奪冠次數 | 年份                                                                                           |
| ---------------- | -------- | ---------------------------------------------------------------------------------------------- |
| 奥林匹克运动会   | 2        | 2000年（混合雙打） 2004年（混合雙打）                                                          |
| 世界羽毛球锦标赛 | 4        | 2001年（女雙、混雙） 2003年（女子雙打） 2006年（女子雙打）                                     |
| 羽毛球世界杯     | 1        | 2006年（女子雙打）                                                                             |
| 尤伯杯           | 5        | 2000年（女子團體） 2002年（女子團體） 2004年（女子團體） 2006年（女子團體） 2008年（女子團體） |
| 蘇迪曼杯         | 3        | 2001年（混合團體） 2005年（混合團體） 2007年（混合團體）                                       |
| 總計             | 15       |                                                                                                |

### 奧運會和世錦賽參賽紀錄
|          | 搭檔   | 1999 | 2000 | 2001 | 2003 | 2004 | 2005 | 2006 | 2007 | 2008 |
| -------- | ------ | ---- | ---- | ---- | ---- | ---- | ---- | ---- | ---- | ---- |
| 女子雙打 | 秦艺源 | 季軍 | 銅牌 | －   | －   | －   | －   | －   | －   | －   |
| 女子雙打 | 黄穗   | －   | －   | 冠軍 | 冠軍 | 銀牌 | 亞軍 | 冠軍 | 亞軍 | －   |
|          |        |      |      |      |      |      |      |      |      |      |
| 混合雙打 | 张军   | 32強 | 金牌 | 冠軍 | 亞軍 | 金牌 | 8強  | 8強  | －   | －   |
| 混合雙打 | 郑波   | －   | －   | －   | －   | －   | －   | －   | 亞軍 | 16強 |